# In the Mood
Pour les articles homonymes, voir Mood.
Clip vidéo
[vidéo] « In the Mood - The Glenn Miller Orchestra (1941) », sur YouTube
[vidéo] « Glenn Miller - In the Mood - Sun Valley Serenade (1941) », sur YouTube
In the Mood (de bonne humeur, dans l'ambiance, en anglais) est un standard de jazz-swing-rockabilly américain. Repris du single Tar Paper Stomp (en) de 1930 de Wingy Manone, il est adapté et arrangé par Joe Garland et Andy Razaf, pour Glenn Miller et son orchestre big band jazz, qui l'enregistre pour la première fois le 1er août 1939 en disque 78 tours chez Bluebird Records à New York (un des plus importants succès de son répertoire) et pour son film musical Tu seras mon mari, de H. Bruce Humberstone, de la 20th Century Fox en 1941.
L’édition française de la partition avec des paroles françaises de Marc Lanjean  est titrée Dans l’ambiance.

## Historique

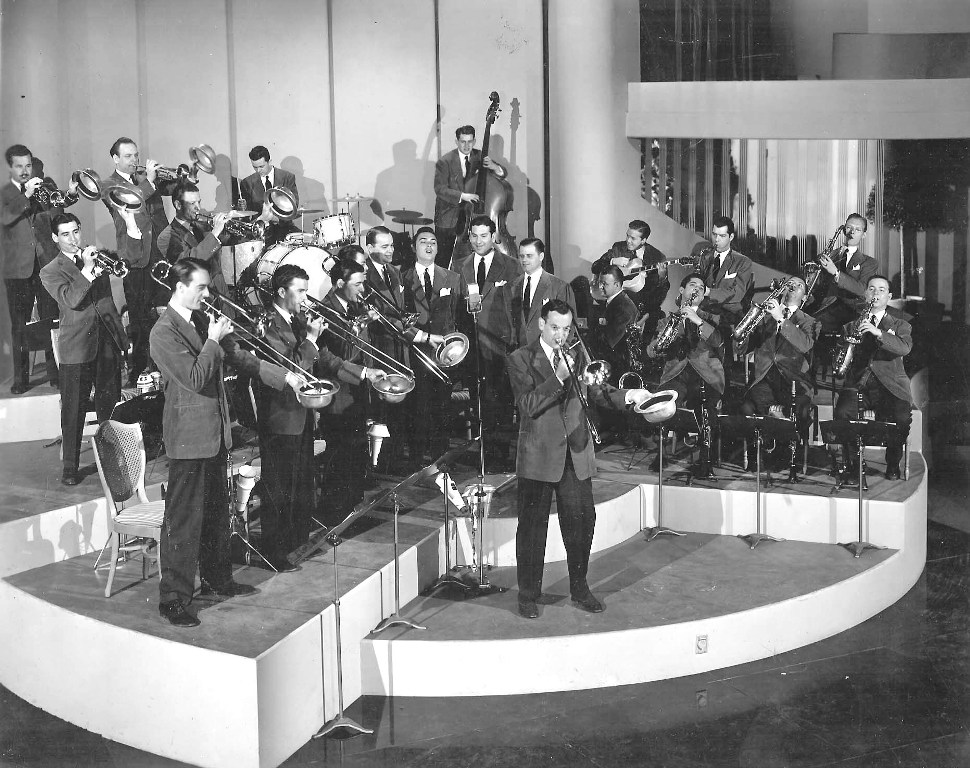
Glenn Miller et son big band jazz & swing des années 1940

Ce standard est une reprise du titre Tar Paper Stomp (en) de jazz Nouvelle-Orléans enregistré par Wingy Manone en 1930. Il est arrangé par Joe Garland et Andy Razaf, avec une ambiguïté de droit d'auteur enregistré tardivement par Wingy Manone en novembre 1941, après sa reprise par Glenn Miller. No 1 pendant 13 semaines dans les charts américains de 1940, il est rénregistré avec succès de nombreuses fois et repris en particulier dans le premier film musical de Glenn Miller Tu seras mon mari de 1941, de H. Bruce Humberstone, avec d'autres grands succès, dont Moonlight Serenade, et Chattanooga Choo Choo..., ainsi que dans le film Romance inachevée, d'Anthony Mann de 1954 (L'histoire de Glenn Miller, The Glenn Miller Story)...
Glenn Miller entre dans la légende des big band jazz & swing américains de la Seconde Guerre mondiale, en faisant de ce standard de « l’ère du swing américain » un des grands succès records de vente international de son « Glenn Miller Army Air Force Band » de l'US Air Force (et version V-Disc) avec entre autres American Patrol, Chattanooga Choo Choo, Moonlight Serenade, (I've Got a Gal In) Kalamazoo, et Tuxedo Junction,,... Ce standard de swing contribue, avec entre autres Boogie Woogie Bugle Boy des The Andrews Sisters de 1941, à inspirer la naissance et le succès du rock 'n' roll et du rockabilly des années 1940 et années 1950...

## Personnel de l'orchestre
- Clyde Hurley, Mickey McMickle, Legh Knowles - trompette
- Al Mastren, Paul Tanner - trombone
- Al Klink, Hal McIntyre, Jimmy Abato, Tex Beneke, Al Tennyson - saxophone
- Wilbur Schwartz - clarinette
- Dick Fisher - guitare
- Rollie Bundock - contrebasse
- Maurice Purtill - drums
- Chummy MacGregor - piano
- Glenn Miller - trombone, chef d'orchestre

## Reprises
Ce standard de jazz est réédité de nombreuses fois, et repris par de nombreux interprètes et big bands, dont : Benny Goodman (1939), Ray Ventura et son orchestre,, The Andrews Sisters (1953), Duke Ellington (sur Ellington '55 (en) de 1955), Chet Atkins (sur Finger Style Guitar (en) de 1956), Jerry Lee Lewis (entre 1959 et 1963), Die vier Brummers (1965), Bette Midler (1973), Jive Bunny and the Mastermixers (1989, avec l'adaptation Swing the Mood contenant des chansons des années 1950 et 1960 intégrées dans la mélodie de In the Mood), The Puppini Sisters (2006)...

## Au cinéma
- 1941 : Tu seras mon mari, de H. Bruce Humberstone
- 1954 : Romance inachevée, d'Anthony Mann (The Glenn Miller Story, film biographique de Glenn Miller)
- 1957 : Le Bal des cinglés, de Richard Quine
- 1973 : Nos plus belles années, de Sydney Pollack, avec Robert Redford et Barbra Streisand
- 1979 : 1941, de Steven Spielberg
- 1979 : Le Mariage de Maria Braun, de Rainer Werner Fassbinder
- 1984 : Philadelphia Experiment, de Stewart Raffill
- 1987 : Radio Days, de Woody Allen, avec Woody Allen et Mia Farrow
- 1987 : Hope and Glory, de John Boorman
- 1987 : In the Mood (en), de Phil Alden Robinson
- 1990 : Sailor et Lula, de  David Lynch, avec Nicolas Cage
- 1994 : The Mask, de Chuck Russell, avec Jim Carrey et Cameron Diaz
- 1998 : À nous quatre, de Nancy Meyers, de Walt Disney Pictures
- 2002 : L'Amour, six pieds sous terre, de Nick Hurran
- 2005 : La rumeur court…, de Rob Reiner, avec Jennifer Aniston, Kevin Costner, et Shirley MacLaine
- 2006 : Le Dahlia noir, de Brian De Palma

## Référence dans la culture
Dans le roman 22/11/63 de Stephen King, les deux protagonistes dansent et tombent amoureux au son de In the Mood, dans l'Amérique des années 1960.

## Quelques distinctions
- 1983 : Grammy Hall of Fame Award[11]
- 2001 : Songs of the Century[12]
- 2004 : Registre national des enregistrements (National Recording Registry)[13]